# Чхапелия, Ника Игоревич
Ни́ка И́горевич Чхапе́лия (род. 26 апреля 1994, Очамчира, Абхазия) — российский футболист, полузащитник.

## Карьера

### Клубная
Воспитанник школы бразильского футбола посёлка Кабардинка Краснодарского края. Дебютировал на профессиональном уровне за клуб «Нара-ШБФР» 26 сентября 2010 года в матче против «Днепра» (1:2), в котором сумел отличиться забитым мячом. В сезоне 2011/12 защищал цвета геленджикской «Олимпии». В 2012 году перешёл в «Краснодар». Выступал за молодёжную команду и фарм-клуб. За основную команду провёл единственный матч в Кубке России 26 сентября против «Химика» (2:1). Весеннюю часть сезона 2013/14 провёл в клубе «Спартак-Нальчик». В августе 2014 года подписал контракт с «Ростовом». Дебютировал в Премьер-лиге 24 августа в матче против «Мордовии» (2:1). 27 февраля 2015 года был арендован пензенским «Зенитом». В мае 2015 года пополнил ряды «Балтики». В январе 2016 перешёл в «Тосно», через год вернулся на правах аренды в «Спартак-Нальчик». В сезоне 2017/18 защищал цвета «Факела». Завершил карьеру в 2019 году в брянском «Динамо».

### В сборной
В 2011 году провёл 3 матча за молодёжную сборную России до 17 лет. В 2014—2015 годах провёл 8 матчей за молодёжную сборную России.